# Kelis
Kelis Rogers (Harlem, 21 augustus 1979) is een Amerikaanse R&B-zangeres.
Eveliss, de moeder van Kelis, was jazzmuzikante, Kenneth, haar vader, een priester. De naam Kelis is een samentrekking van de voornamen van haar vader en haar moeder. Haar moeder is een Chinese Puerto Ricaanse, haar vader is een Afro-Amerikaan.

## Albums

### 1999 - 2000:Kaleidoscope
In 1999 zong ze mee op Got Your Money, een hit van Ol' Dirty Bastard van de Wu-Tang Clan. Eind 1999 bracht ze haar eerste album uit, Kaleidoscope. Dit album is volledig geproduceerd door The Neptunes. Hierop stond ook Kelis' eerste hit in Nederland, Caught out there. Later bracht ze de nummers Good Stuff en Get Along With You uit op single. Get Along With You was de eerste en laatste op single uitgebrachte ballad van de zangeres. Het nummer werd geen succes, maar de videoclip stond voor jaren in de top 10 van de beste alternatieve video's. Daarmee is Kelis de enige R&B-artiest die met een videoclip in deze top 10 heeft gestaan.

### 2001 - 2002:Wanderland
In 2001 volgde haar tweede album, Wanderland. Dit album werd geproduceerd door The Neptunes en bevat onder andere de kleine hit Young Fresh 'n New. Het album werd niet in de Verenigde Staten uitgebracht, en was geen succes.

### 2003 - 2005:Tasty
Dat gebeurde wel met Tasty uit 2003, waarop ze weer met The Neptunes samenwerkte, maar ook met onder andere Raphael Saadiq en Andre 3000 van OutKast. De eerste single van dit album (Milkshake) was een enorm succes in Nederland, maar het betekende vooral een doorbraak in VS, waar de meesten haar alleen nog maar kenden van Got You Money. Nadat het een tijdje stil was geweest rond de zangeres bracht ze rond de zomer het nummer Trick Me uit, wat geproduceerd was door Dallas Austin. Dit nummer werd een grote zomerhit en staat nu nog steeds in veel lijsten waaronder de Zomer Top 100. Het nummer Millionaire, waarvan Andre 3000 de meeste tekst voor zijn rekening nam, werd een groot underground succes, maar geen commercieel succes.
Kelis heeft ook samengewerkt met andere artiesten. Zo hielp ze Enrique Iglesias in het nummer Not In Love, wat een enorme hit werd. Minder bekend zijn haar samenwerkingen met Richard X (Finest Dreams), Angie Martinez (Take You Home) en Nas (Hey Nas!).
Het succes van Tasty zorgde ervoor dat Kelis kwam optreden in De Melkweg in Amsterdam. Ook kwam ze even later naar de TMF Awards waar ze haar hits Milkshake en Trick Me ten gehore bracht. 14 juni 2007 was de zangeres wederom in Nederland, nu tweemaal, om haar nieuwste cd Kelis Was Here te promoten.

### 2006 - 2007:Kelis Was Here
Het vierde studioalbum van Kelis, Kelis Was Here, werd uitgebracht op 22 augustus 2006. Van het album werden diverse singles uitgebracht, In Nederland slechts twee. Bossy samen met Too $hort en Lil'Star samen met Cee Lo Green. Beide singles waren in Nederland geen succes.
Voor de soundtrack van Step Up maakte Kelis het nummer 80's Joint, wat ook stond op de single van Lil'Star.

### 2008:Kelis The Hits
In 2008 maakte Sony bekend dat Kelis niet langer meer gecontracteerd stond. Omdat Kelis eigenlijk nog een album zou uitbrengen op hun label bracht de platenmaatschappij in plaats daarvan Kelis The Hits uit. Alle singles, maar ook veel samenwerkingen staan op het album. De manager van Kelis vertelde in een interview met Entertainment Weekly dat de zangeres bezig is met het samenstellen van een nieuw album. Het gaat een R&B/pop/dancealbum worden met producties van onder andere Gnarls Barkley's Cee Lo Green, Guy Chambers en Calvin Harris.
Ondertussen is Kelis ook bezig met het schrijven van een kookboek, het ontwerpen van accessoires voor haar lijn genaamd 'Cake' en is ze in gesprek voor het maken van een show voor VH1.

### 2009 - 2010:Flesh Tone
Flesh Tone is de titel van Kelis' vijfde studioalbum, dat op 17 mei 2010 verscheen. De eerste single van het album is het door David Guetta geproduceerde Acapella. Acapella werd een megasucces. Dagenlang stond het in de top 3 van de Itunes downloadchart. Uiteindelijk werd het de 5e top 10-hit in Nederland voor Kelis. Haar tweede single 4Th Of July (Fireworks) verscheen begin juli. De videoclip bij het nummer was mede door Kelis zelf geproduceerd. Het nummer was wat meer underground en daardoor niet erg radiovriendelijk. Daardoor werd het geen hit, maar bleef het steken in de Tipparade.
Als 3e single van het album Flesh Tone werd daarom snel weer gekozen voor een track die door David Guetta was geproduceerd. Dit werd Scream. De clip verscheen in 2D en in 3D. Ook dit nummer behaalde geen hitsucces.
De 4e single is Brave. Ook hier weer een bijzondere videoclip, omdat Kelis alleen voor een wit scherm staat en er verder niets gebeurt. Tot op heden heeft ook dit nummer geen hitsucces weten te behalen.
Om het album Flesh Tone te promoten kwam Kelis ook in 2010 weer naar Nederland. 23 oktober 2010 stond de zangeres in Paradiso, Amsterdam.
Tijdens het promoten van Flesh Tone en het uitbrengen van de vier singles verschenen er ook samenwerkingen, zoals Kelis rondom de promotie van elk album vaak doet. Het nummer Spaceship (samen met Benny Benassi en Apl van The Black Eyed Peas) werd een grote hit in Frankrijk. Ook was Kelis te horen op Scars, een nummer van Basement Jaxx en op No Security, een nummer van Crookers.

### 2011 - 2013:Singles
Na het uitbrengen van Flesh Tone bleef Kelis nog meewerken aan singles in het dancegenre. Dit bracht haar groot succes. Zo werd de single Bounce, een samenwerking met Calvin Harris, een #1 hit in de UK en leverde het Kelis haar 7e notering op in de Nederlandse Top 40.
Daarnaast werkte ze mee aan een aantal singles die aansloegen in de dancescene. Copycat met Skream is hier het beste voorbeeld van. Ook bracht ze nog een eigen dancetrack uit: Distance. Kelis heeft gezegd dat het materiaal waaraan ze werkte mogelijk nog gebruikt gaat worden voor een nieuw album, dat uitgebracht gaat worden na haar album in 2014.

### Trivia
- Kelis trouwde in 2005 met hiphopartiest Nas, van wie ze zich in mei 2010 liet scheiden. Samen hebben ze een zoon.

## Discografie

### Albums
| Album met eventuele hitnotering(en) in de Nederlandse Album Top 100 | Datum van verschijnen | Datum van binnenkomst | Hoogste positie | Aantal weken | Opmerkingen |
| ------------------------------------------------------------------- | --------------------- | --------------------- | --------------- | ------------ | ----------- |
| Kaleidoscope                                                        | 21-01-2000            | 29-01-2000            | 50              | 6            |             |
| Tasty                                                               | 18-12-2003            | 27-12-2003            | 16              | 42           |             |
| Kelis was here                                                      | 25-08-2006            | 16-09-2006            | 82              | 3            |             |
| Flesh tone                                                          | 14-05-2010            | 22-05-2010            | 81              | 4            |             |
| Food                                                                | 2014                  | 26-04-2014            | 94              | 1*           |             |

| Album met hitnotering(en) in de Vlaamse Ultratop 200 albums | Datum van verschijnen | Datum van binnenkomst | Hoogste positie | Aantal weken | Opmerkingen |
| ----------------------------------------------------------- | --------------------- | --------------------- | --------------- | ------------ | ----------- |
| Kaleidoscope                                                | 2000                  | 18-03-2000            | 32              | 5            |             |
| Tasty                                                       | 2003                  | 14-02-2004            | 35              | 15           |             |
| Kelis was here                                              | 2006                  | 23-09-2006            | 45              | 5            |             |
| Flesh tone                                                  | 2010                  | 29-05-2010            | 64              | 7            |             |
| Food                                                        | 2014                  | 03-05-2014            | 40              | 1*           |             |

### Singles
| Single met eventuele hitnotering(en) in de Nederlandse Top 40 | Datum van verschijnen | Datum van binnenkomst | Hoogste positie | Aantal weken | Opmerkingen                                                   |
| ------------------------------------------------------------- | --------------------- | --------------------- | --------------- | ------------ | ------------------------------------------------------------- |
| Caught out there                                              | 1999                  | 22-01-2000            | 3               | 9            | #4 in de Single Top 100                                       |
| Got your money                                                | 2000                  | -                     |                 |              | met Ol' Dirty Bastard / #96 in de Single Top 100              |
| Good stuff                                                    | 2000                  | 08-07-2000            | tip16           | -            | #78 in de Single Top 100                                      |
| Get along with you                                            | 2000                  | -                     |                 |              | #93 in de Single Top 100                                      |
| Young, fresh 'n new                                           | 2001                  | -                     |                 |              | #89 in de Single Top 100                                      |
| Let's get ill                                                 | 2003                  | 02-08-2003            | tip19           | -            | met P. Diddy                                                  |
| Milkshake                                                     | 2003                  | 10-01-2004            | 6               | 11           | #7 in de Single Top 100                                       |
| Not in love                                                   | 2004                  | 27-03-2004            | 6               | 15           | met Enrique Iglesias / #10 in de Single Top 100 / Alarmschijf |
| Trick me                                                      | 2004                  | 29-05-2004            | 3               | 15           | #4 in de Single Top 100                                       |
| Millionaire                                                   | 2004                  | 16-10-2004            | tip3            | -            | met André 3000 / #37 in de Single Top 100                     |
| I love my chick                                               | 2006                  | 29-07-2006            | 33              | 4            | met Busta Rhymes & Will.i.am / #43 in de Single Top 100       |
| Bossy                                                         | 2006                  | -                     |                 |              | met Too $hort / #72 in de Single Top 100                      |
| Lil star                                                      | 2007                  | -                     |                 |              | met Cee-Lo / #95 in de Single Top 100                         |
| Acapella                                                      | 2010                  | 01-05-2010            | 9               | 14           | #12 in de Single Top 100                                      |
| 4th of July (Fireworks)                                       | 28-06-2010            | 02-10-2010            | tip16           | -            |                                                               |
| Bounce                                                        | 2011                  | 16-07-2011            | 28              | 7            | met Calvin Harris / #27 in de Single Top 100                  |

| Single met hitnotering(en) in de Vlaamse Ultratop 50 | Datum van verschijnen | Datum van binnenkomst | Hoogste positie | Aantal weken | Opmerkingen                                  |
| ---------------------------------------------------- | --------------------- | --------------------- | --------------- | ------------ | -------------------------------------------- |
| Caught out there                                     | 2000                  | 12-02-2000            | 15              | 12           |                                              |
| Good stuff                                           | 2000                  | 01-07-2000            | 41              | 5            |                                              |
| Help me                                              | 2002                  | 19-10-2002            | tip15           | -            | met Timo Maas                                |
| Finest dreams                                        | 2003                  | 16-08-2003            | tip6            | -            | met Richard X                                |
| Milkshake                                            | 2004                  | 31-01-2004            | 10              | 11           |                                              |
| Not in love                                          | 2004                  | 27-03-2004            | 16              | 13           | met Enrique Iglesias                         |
| Trick me                                             | 2004                  | 05-06-2004            | 8               | 15           |                                              |
| Millionaire                                          | 2004                  | 30-10-2004            | 36              | 5            | met André 3000                               |
| In public                                            | 2005                  | 09-04-2005            | tip6            | -            | met Nas                                      |
| I love my chick                                      | 2006                  | 15-07-2006            | tip4            | -            | met Busta Rhymes & Will.i.am                 |
| Bossy                                                | 2006                  | 30-09-2006            | 41              | 3            | met Too $hort                                |
| Lil star                                             | 2007                  | 24-02-2007            | tip3            | -            | met Cee-Lo                                   |
| No security                                          | 2010                  | 09-01-2010            | tip16           | -            | met Crookers                                 |
| Acapella                                             | 2010                  | 01-05-2010            | 9               | 17           |                                              |
| 4th of July (Fireworks)                              | 2010                  | 24-07-2010            | tip2            | -            |                                              |
| Spaceship                                            | 23-08-2010            | 11-09-2010            | tip27           | -            | met Benny Benassi, apl.de.ap & Jean Baptiste |
| Scream                                               | 27-09-2010            | 16-10-2010            | tip18           | -            |                                              |
| Brave                                                | 24-01-2011            | 12-02-2011            | tip29           | -            |                                              |
| Bounce                                               | 30-05-2011            | 02-07-2011            | 7               | 16           | met Calvin Harris                            |
| Tomorrow changed today (Tomorrowland anthem 2012)    | 2012                  | 04-08-2012            | 20              | 3*           | met Dimitri Vegas, Like Mike & The Wav.s     |